# Мерк, Лариса Викторовна
Лари́са Ви́кторовна Мерк (род. 16 марта 1971, Новосибирск) — российская гребчиха, бронзовый призёр Олимпийских игр. Заслуженный мастер спорта России. Награждена медалью ордена «За заслуги перед Отечеством» II степени (2001).

## Карьера
Тренировалась у Виктора Рудаковича. На Олимпийских играх 2000 года в составе парной четвёрки выиграла бронзовую медаль. На предыдущей Олимпиаде стала 7-й, в 2004 году 4-й, а в 2008 вновь 7-й.
В 1998 и 2002 годах завоевывала серебро на чемпионате мира, а в 1999 и 2003 бронзу.

## Образование
Окончила Кубанскую государственную академию физической культуры.